# Hörweitenprüfung
Die Hörweitenmessung oder Sprachabstandsprüfung ist eine einfache Methode Informationen über das Ausmaß einer Schwerhörigkeit zu erlangen. Es wird dabei der Abstand gemessen, aus dem gesprochene Sprache gerade noch korrekt nachgesprochen werden kann.
Einem Vorschlag von Friedrich Bezold (1842–1908) folgend wird die Prüfung durch Vorsprechen zweistelliger Zahlen durchgeführt. Der Untersuchte hat die Aufgabe diese nachzusprechen. Die Prüfung wird einerseits unter Verwendung „normaler“ Umgangssprache und anderseits von Flüstersprache durchgeführt. Die Flüstersprache soll mit „Residualluft“ durchgeführt werden, d. h. jener Luft, die nach normalem Ausatmen noch zur Verfügung steht. Zur getrennten Prüfung der Ohren, muss das jeweils nicht geprüfte Ohr am Mithören gehindert werden. Bei Prüfung mit Flüstersprache genügt dabei das Zuhalten des Ohres mit einem Finger, bei Prüfung mit Umgangssprache wird eine sogenannte Báránysche Lärmtrommel verwendet.
Als Symbol für das Prüfungsergebnis mit Umgangssprache wird ein großes „V“ (für vox magna), für Flüstersprache ein kleines „v“ (für vox parva) verwendet, das Ergebnis wird für die jeweilige Seite so eingetragen, wie der Proband vom Untersucher gesehen wird, also für das rechte Ohr links vom „V“ und umgekehrt.
Das Untersuchungsergebnis ist sehr abhängig von wechselndem Sprecher, der Raumakustik und auch den vorgesprochenen Zahlen. Die Hörweitenmessung ist also nur als grobe orientierende Messung anzusehen, aber dennoch sehr informativ.
Der Schweregrad einer Schwerhörigkeit wird dabei nur nach der Hörweite für Umgangssprache eingeschätzt. Nach Schweregrad ist folgende Unterteilung üblich (Mittermaier, 1952):
| Grad der Schwerhörigkeit              | Hörweite für Umgangssprache |
| ------------------------------------- | --------------------------- |
| geringgradige Schwerhörigkeit         | > 4 m (4–6 m)               |
| mittelgradige Schwerhörigkeit         | 1–4 m                       |
| hochgradige Schwerhörigkeit           | 0,25–1 m                    |
| An Taubheit grenzende Schwerhörigkeit | <0,25 m                     |
| Taubheit                              | kein Hörvermögen            |

In Umgangssprache versteht ein Normalhörender Zahlwörter auch aus größerer Entfernung als 6 m, unter optimalen Bedingungen sogar aus beträchtlich größerer Entfernung. Jedoch ist bei einem Menschen, mit dem man sich aus einer Entfernung von 6 m anstandslos unterhalten kann, der Grad einer eventuell vorhandenen Hörstörung so gering, dass das Hörvermögen einem normalen Gehör gleichgesetzt werden kann.
In Flüstersprache werden Zahlwörter vom Normalhörenden ebenfalls aus über 6 m Entfernung verstanden. Grundsätzlich ist jedoch die Hörweite für Flüstersprache immer kleiner als jene für Umgangssprache. Flüstersprache ist keine leise Umgangssprache, sondern sie ist stimmlos, es sind vor allem die Vokale leiser. Um Flüstersprache zu verstehen, ist daher das Hören von Konsonanten notwendig, die durchwegs höhere Frequenzspektren aufweisen als Vokale. Wird Flüstersprache unverhältnismäßig schlecht verstanden, spricht dies für einen Hörverlust im Hochtonbereich (z. B. bei einer Lärmschwerhörigkeit).